# Mrozy-i lóvasút
Mrozy lóvasút-hálózata (lengyel nyelven: Tramwaj konny w Mrozach) Lengyelország Mrozy városában található múzeum-lóvasút. Összesen egy vonalból áll, a hálózat teljes hossza 1,75 km.
A vágányok 900 mm-es nyomtávolságúak. 

## Története
A forgalom 1902-ben indult el.
A lóvasút története összekapcsolódik a tuberkulózisban szenvedők szanatóriumának építésével Rudkában. A szanatórium Teodor Dunin orvos kezdeményezésére nyúlik vissza, aki az alacsonyabb társadalmi osztályokban a tuberkulózis kezeléséért kampányolt. A szanatórium építése 1902-ben kezdődött. Mivel az építkezés körülbelül két kilométerre volt a vasútállomástól, egy lóvasutat építettek az építőanyagok szállítására a vasútállomástól az építkezésig. A szanatórium építése hat év után fejeződött be, így az első betegek 1908. november 29-én érkezhettek a szanatóriumba. Ettől kezdve a lóvasúttal betegeket szállítottak, és naponta hatszor közlekedett. A működés 1967-ben 59 év után megszűnt, az 1970-es években a vágányokat eltávolították, és a kocsit átadták a Sochaczew Vasúti Múzeumnak.
Mrozy önkormányzata a Mrozy Baráti Szövetséggel együtt úgy döntött, hogy újjáépíti a lóvasutat. A környezetvédelmi miniszter engedélyt adott arra, hogy a vasút áthaladjon a Rudka Sanatoryjna természetvédelmi területen, amely magában foglalja a vasútállomás és a szanatórium közötti erdőt. A projektet az Európai Mezőgazdasági Vidékfejlesztési Alap pénzéből támogatták.
A vágányok átépítése után az első próbaüzemekre 2011. október elején került sor, és 2012 tavaszától a vonat minden hónap első vasárnapján közlekedik a nyári szezonban májustól szeptemberig. A lóvasutat 2014 óta a Mrozy Városi Sport- és Rekreációs Központ irányítja.